# Levante de 3 de Hoot
O Levante de 3 de Hoot (em Dari : قیام 3 حوت , Qeyam-e 3 Hut) teve início em 22 de fevereiro de 1980, poucas semanas após o ingresso de tropas soviéticas no país para apoiar o governo do Partido Democrático do Povo do Afeganistão (PDPA).
Essa denominação se refere à data de início do levante no calendário persa.
O estopim da revolta foi a prisão de cerca de 200 pessoas, muitos desses eram integrantes da comunidade xiita, pelo governo da República Democrática do Afeganistão, liderado por Babrak Karmal.
Inicialmente, foi uma manifestação de caráter pacífico, na qual milhares de pessoas gritavam: "Allahu Akbar" (Deus é Grande).
O regime, inicialmente, tentou dispersar os protestos com alto falantes e tiros para o alto, mas, depois, com disparos diretos e com o apoio de tanques soviéticos.
Após seis dias de manifestações, estima-se que entre 800 e 2.000 civis morreram em decorrência da repressão.
Predominantemente foi uma revolta espontânea, mas destacou-se a participação:
- do grupo maoísta denominado como: Organização para a Libertação do Povo do Afeganistão;
- de grupos xiitas, como: Harakat-e Islami e;
- de grupos sunitas, como: Hezb-e Islami.

Nas semanas seguintes à revolta, foram presas cerca de 5.000 pessoas, em decorrência de sua participação nos eventos       .